# 佩什基
49°46′31″N 27°40′34″E / 49.77528°N 27.67611°E

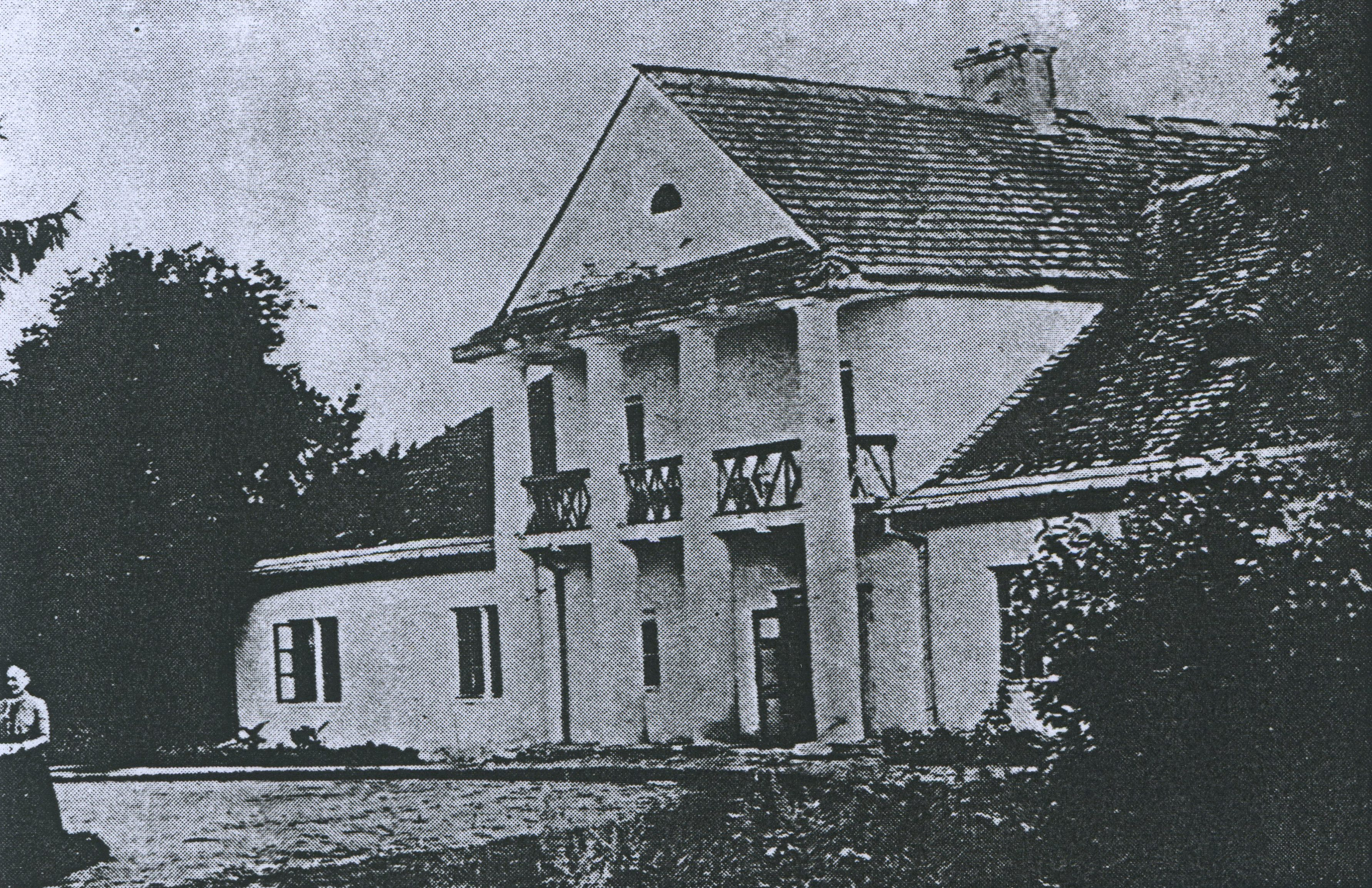

佩什基（羅馬化：Pyshky）是位於烏克蘭西部的村莊，由赫梅利尼茨基州裡赫梅利尼茨基區的舊西尼亞瓦市鎮負責管轄。該村始建於1564年，面積1.94平方公里，海拔高度286米，2001年人口308，人口密度每平方公里158.7人。